# محمد سعيد الصكار
محمد سعيد الصَّكّار (1934 - 23 مارس 2014) شاعر وخطاط عراقي. ولد في قضاء شهربان بالمقدادية في محافظة ديالى. عمل في الرسم، وأدار دارًا للنشر باسمه في باريس منذ عام 1978 وكان قد مارس العمل الصحفي منذ 1955 تحريرًا وتصميمًا. نشر أدبه ومقالاته النقديّة في كثير من الصحف والمجلّات. أصدر أكثر من 14 كتابا في الشعر والتشكيل والمسرح والقصة القصيرة والدراسات اللغوية والفنية وغيرها، ويعتبر من أبرز المبدعين العراقيين في الخط العربي في القرن الخامس عشر الهجري. توفي في باريس.

## سيرته
ولد الصكار عام 1934 في ببلدة المقدادية، شرقي بغداد، لكنه نشأ في مدينة البصرة جنوبي العراق..
وظلت البصرة ظاهرة في أعمال الصكار الشعرية والحروفية، ابتداء من أول مجموعة شعرية صدرت له بعنوان «أمطار» في عام 1962، مرورا بمجموعة «برتقالة في سورة الماء» عام 1968، وانتهاء بلوحاته الحروفية الكثيرة، التي جعلت منه أحد أهم فناني الخط العربي والزخرفة في العصر الحديث.
اقام الفنان العراقي في فرنسا منذ عام 1978 حيث اختارها لتكون منفاه الإجباري، تفرغ خلالها لعمله الفني في مرسمه.
في مسيرته المهنية والفنية الطويلة، مارس الصكار العمل الصحفي محررا وخطاطا ومصمما منذ عام 1955.

## جوائز
حصل الصكار على جوائز عدة، من أبرزها جائزة دار التراث المعماري تقديرا لتصميمه جداريات بوابة مكة.
وحضي بتكريم معهد العالم العربي لبلوغه الثمانين في 17 مارس/ آذار. وقال جاك لانغ رئيس المعهد، ووزير الثقافة الفرنسي السابق، ان الصكار «يعد بجدارة أحد أبرز ممثلي الخط العربي المعاصر».

ابتكر الصكار قبل 40 عاماً «الأبجدية العربية المركزة»، التي هدف منها إلى تطويع الحرف العربي ليتواءم مع تطورات الطباعية الإلكترونية. وبفضل هذا الابتكار بدأت أولى التطبيقات المعلوماتية التي مكنت مصممي أجهزة الكومبيوتر من تصميم النصوص العربية المتنوعة المستخدمة حاليا.

في الاحتفال التكريمي في معهد العالم العربي سئل الصكار أين يجد نفسه كمبدع، فأجاب: «أنا أقرب إلى الشعر، لكنّ هناك رأياً يقول إنني شاعر في خطّي وملوِّن في شعري".

## مؤلفاته
من دواوينه الشعرية:
- أمطار، 1962
- برتقالة في سورة الماء، 1968
- الأعمال الشعرية الكاملة
- مجموعة باللغة الفرنسية، 1995

وله من مؤلفات:
- الخطّ العربي للناشئة
- أبجدية الصكار
- أخوانيات الصكار
- أيام عبد الحق البغدادي
- القلم وما كتب
- محنة محمود الشاهد